# Queercore
Queercore of homocore is een sociaal-culturele beweging sinds het midden van de jaren tachtig van de twintigste eeuw, als afsplitsing van de punk. Het wordt gekenmerkt door de verwerping van homofobie en de sterke banden met lgbt. Queercore bood naast muziek ook zines, kunst en film aan.
Als muzikaal genre gaan de teksten vaak over vooroordelen, seksualiteit en genderidentiteit; net zoals punk is queercore maatschappijkritisch. Veel queercore-groepen zijn ontstaan uit de punkscene, maar werden beïnvloed door industrial. Een voorbeeld is de Amerikaanse band Pansy Division.

## Zines
Queercore bestond uitsluitend in de underground en zines waren dan ook onmisbaar voor de verspreiding van de cultuur. Honderden zines vormden een wijdverspreid netwerk, dat queercore in kleinere, gesloten scenes promootte. Vanaf de jaren negentig kon men zines vaker terugvinden op internet. Het "queercore zine"-label Xerox Revolutionaries verstrekte 2000 tot 2005 zines op internet. Queercore-forums en -chatrooms, zoals QueerPunks, werden in die jaren opgestart. Het Queer Zine Archive Project is een groeiende virtuele database van ingescande queer zines.